# Canton de Colmar-2
Le canton de Colmar-2 est une circonscription électorale française du département du Haut-Rhin.

## Histoire
Un nouveau découpage territorial du Haut-Rhin entre en vigueur à l'occasion des élections départementales de 2015. Il est défini par le décret du 21 février 2014, en application des lois du 17 mai 2013 (loi organique 2013-402 et loi 2013-403). Les conseillers départementaux sont, à compter de ces élections, élus au scrutin majoritaire binominal mixte. Les électeurs de chaque canton élisent au Conseil départemental, nouvelle appellation du Conseil général, deux membres de sexe différent, qui se présentent en binôme de candidats. Les conseillers départementaux sont élus pour 6 ans au scrutin binominal majoritaire à deux tours, l'accès au second tour nécessitant 12,5 % des inscrits au 1er tour. En outre la totalité des conseillers départementaux est renouvelée. Ce nouveau mode de scrutin nécessite un redécoupage des cantons dont le nombre est divisé par deux avec arrondi à l'unité impaire supérieure si ce nombre n'est pas entier impair, assorti de conditions de seuils minimaux. Dans le Haut-Rhin, le nombre de cantons passe ainsi de 31 à 17.
Le canton de Colmar-2 est formé de communes des anciens cantons d'Andolsheim (12 communes) et de Colmar-Sud (1 commune), et d'une fraction de la commune de Colmar. Il est entièrement inclus dans l'arrondissement de Colmar-Ribeauvillé. Le bureau centralisateur est situé à Colmar.

## Représentation
| Période élective | Période élective | Mandat | Mandat   | Identité          | Nuance | Nuance | Qualité |
| ---------------- | ---------------- | ------ | -------- | ----------------- | ------ | ------ | --- |
| 2015             | 2021             | 2015   | 2021     | Brigitte Klinkert |        | DVD    | Directeur territorial Ancienne conseillère générale du Canton de Colmar-Nord (1994-2015) Ancienne conseillère municipale de Colmar (1983-2017) Présidente du Conseil départemental (2017→2020) Ministre déléguée à l'insertion (2020→)  |
| 2015             | 2021             | 2015   | 2021     | Éric Straumann    |        | LR     | Professeur agrégé en disponibilité Ancien conseiller général du Canton d'Andolsheim (2004-2015) Ancien Président du Conseil départemental (2015-2017) Député de la 1re circonscription du Haut-Rhin (2007-2020) Maire de Colmar (2020→) |
| 2021             | 2028             | 2021   | en cours | Brigitte Klinkert |        | DVD    | Conseillère sortante, conseillère régionale |
| 2021             | 2028             | 2021   | en cours | Éric Straumann    |        | LR     | Conseiller sortant |

## Composition
| Nom                            | Code Insee | Intercommunalité           | Superficie (km2) | Population (dernière pop. légale)                | Densité (hab./km2) | Modifier                                    |
| ------------------------------ | ---------- | -------------------------- | ---------------- | ------------------------------------------------ | ------------------ | ------------------------------------------- |
| Colmar (bureau centralisateur) | 68066      | CA Colmar Agglomération    | 66,57            | Fraction : 29 187 (2022) Commune : 67 360 (2022) | 1 012              | modifier les données · modifier les données |
| Andolsheim                     | 68007      | CA Colmar Agglomération    | 11,60            | 2 196 (2022)                                     | 189                | modifier les données · modifier les données |
| Bischwihr                      | 68038      | CA Colmar Agglomération    | 3,23             | 1 192 (2022)                                     | 369                | modifier les données · modifier les données |
| Fortschwihr                    | 68095      | CA Colmar Agglomération    | 4,78             | 1 177 (2022)                                     | 246                | modifier les données · modifier les données |
| Grussenheim                    | 68110      | CC du Ried de Marckolsheim | 7,53             | 795 (2022)                                       | 106                | modifier les données · modifier les données |
| Horbourg-Wihr                  | 68145      | CA Colmar Agglomération    | 9,42             | 6 247 (2022)                                     | 663                | modifier les données · modifier les données |
| Houssen                        | 68146      | CA Colmar Agglomération    | 6,70             | 2 358 (2022)                                     | 352                | modifier les données · modifier les données |
| Jebsheim                       | 68157      | CA Colmar Agglomération    | 14,85            | 1 353 (2022)                                     | 91                 | modifier les données · modifier les données |
| Muntzenheim                    | 68227      | CA Colmar Agglomération    | 6,48             | 1 281 (2022)                                     | 198                | modifier les données · modifier les données |
| Porte du Ried                  | 68143      | CA Colmar Agglomération    | 9,49             | 1 914 (2022)                                     | 202                | modifier les données · modifier les données |
| Sainte-Croix-en-Plaine         | 68295      | CA Colmar Agglomération    | 25,77            | 3 026 (2022)                                     | 117                | modifier les données · modifier les données |
| Sundhoffen                     | 68331      | CA Colmar Agglomération    | 12,75            | 1 971 (2022)                                     | 155                | modifier les données · modifier les données |
| Wickerschwihr                  | 68366      | CA Colmar Agglomération    | 2,25             | 720 (2022)                                       | 320                | modifier les données · modifier les données |
| Canton de Colmar-2             | 6805       |                            |                  | 53 417 (2022)                                    |                    | modifier les données                        |

Lors de sa création, le canton de Colmar-2 comprenait treize communes entières et une partie de la commune de Colmar.
À la suite de la fusion au 1er janvier 2016 de Riedwihr et Holtzwihr pour former la commune nouvelle de Porte du Ried, il comporte désormais :
1. douze communes entières,
2. la partie de la commune de Colmar non incluse dans le canton de Colmar-1.

## Démographie
En 2022, le canton comptait 53 417 habitants, en évolution de +1,49 % par rapport à 2016 (Haut-Rhin : +0,66 %, France hors Mayotte : +2,11 %).
| 2013   | 2018   | 2022   |
| ------ | ------ | ------ |
| 50 005 | 54 000 | 53 417 |